# 尿道狭窄
尿道狭窄（にょうどうきょうさく）とは、尿の出口である尿道口や尿道内部が狭窄した状態を言う。

## 症状
この病気は男性の多くに見られ、女性には稀な病気である。
症状としては尿の出方が弱くなり、尿線が細くなる。ひどくなると尿を出そうといくら力んでも、滴るようにしか出ない。また残尿のために排尿回数が多くなる。腎臓に尿が逆流し、水腎症から腎機能の低下を引き起こす事もある。

## 治療
尿道に尿道鏡を挿入して尿道内腔を広げる治療が行なわれる。